# Evergreen Speedway
O Evergreen Speedway é um autódromo localizado em Monroe (Washington), nos Estados Unidos, o circuito é no formato oval com 0,625 milhas (1 km) de extensão,foi inaugurado em 1954 e atualmente recebe provas regionais da NASCAR Pro Series West.